# California State Assembly

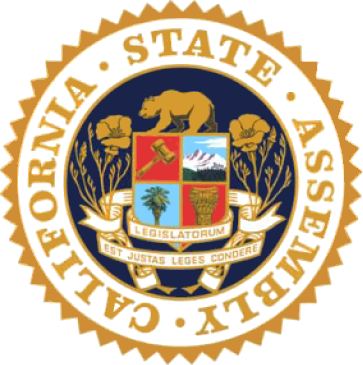
Siegel der California State Assembly

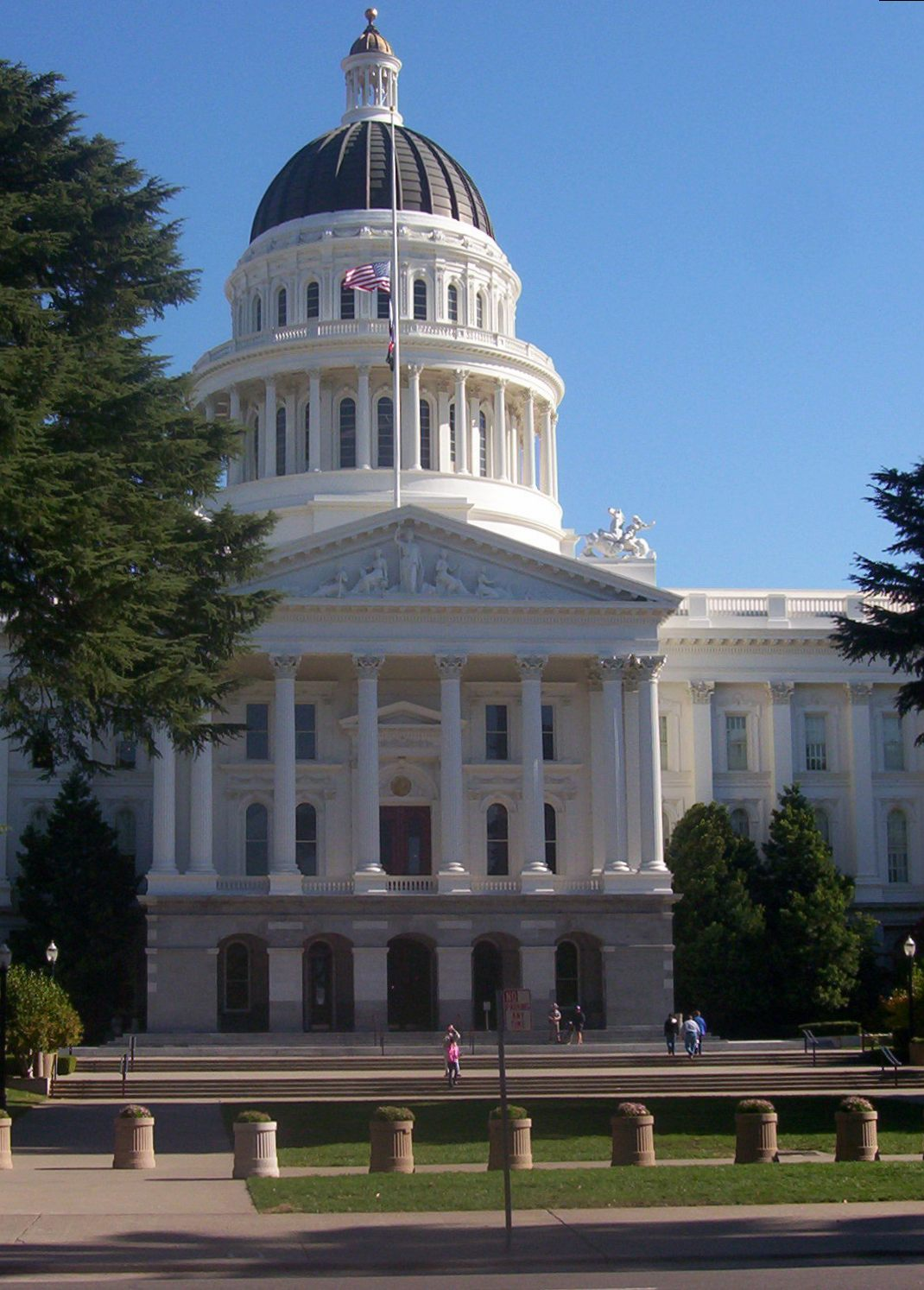
State Capitol in Sacramento

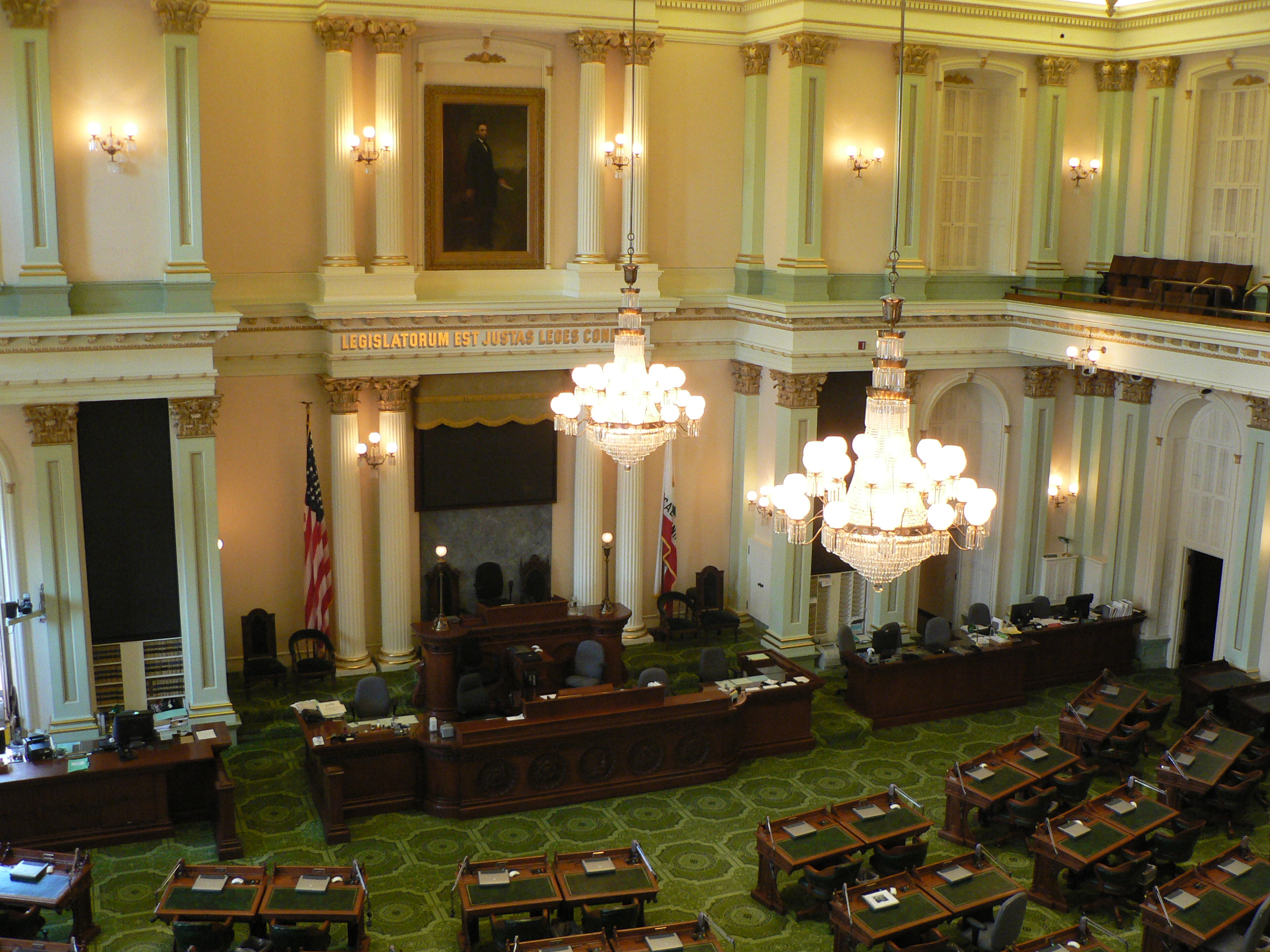
Sitzungssaal der State Assembly

Die California State Assembly (deutsch Staatsversammlung von Kalifornien) ist das Unterhaus der California State Legislature, der Legislative des US-Bundesstaates Kalifornien.
Die Parlamentskammer setzt sich aus 80 Abgeordneten zusammen, die jeweils einen Wahldistrikt repräsentieren. Jede dieser festgelegten Einheiten umfasst eine Zahl von durchschnittlich 465.674 Einwohnern. Die Assembly ist im Verhältnis zu ihrer Bevölkerung die kleinste Legislative in den Vereinigten Staaten. Auf einen Abgeordneten fällt dort verhältnismäßig die größte Bevölkerung zu irgendeinem Unterhaus, nur das US-Repräsentantenhaus hat ein höheres Größenverhältnis.
Der Sitzungssaal befindet sich gemeinsam mit dem Staatssenat im California State Capitol in der Hauptstadt Sacramento.

## Struktur der Kammer
Vorsitzender ist der Speaker of the Assembly. Er wird zunächst von der Mehrheitsfraktion der Kammer gewählt, ehe die Bestätigung durch das gesamte Parlament folgt. Der Speaker ist auch für den Ablauf der Gesetzgebung verantwortlich und überwacht die Abstellungen in die verschiedenen Ausschüsse. Derzeitiger Speaker ist seit 2016 der Demokrat Anthony Rendon.
Weitere wichtige Amtsinhaber sind der Mehrheitsführer (Majority leader) und der Oppositionsführer (Minority leader), die von den jeweiligen Fraktionen gewählt werden. Majority leader der Demokraten ist Ian Charles Calderon, als Minority leader der Republikaner fungiert Chad Mayes.

## Amtszeit
Die Amtszeit eines Abgeordneten beträgt zwei Jahre und beginnt im Dezember. Im November jeden geraden Jahres werden alle 80 Sitze neu vergeben. Nach einem Referendum 1990 war die Amtszeit der Abgeordneten der Assembly auf drei zweijährige Amtszeiten (sechs Jahre) beschränkt. Ein weiteres Referendum 2012 modifizierte diese Bestimmung. Ab 2012 gewählte Abgeordnete dürfen insgesamt 12 Jahre in der State Legislature – Assembly, Senat oder eine beliebige Kombination aus beiden Kammern – verbleiben.
Der am längsten dienende Politiker in der California State Assembly war der Demokrat Vincent Thomas, der 38 Jahre (1940–1978)  ununterbrochen dem Abgeordnetenhaus angehörte.

## Assembly Kammer
Die Grüntöne der Kammer basieren auf dem British House of Commons. Das Podium befindet sich entlang einer Wand, die wie ein „E“ gestaltet ist, mit einer zentralgelegenen Rednerbühne. Entlang der Mauerbrüstung erscheint ein Porträt von Abraham Lincoln mit einem Zitat auf Lateinisch: legislatorum est justas leges condere („Es ist die Pflicht des Gesetzgebers, gerechte Gesetze zu verabschieden“). Beinahe jedes dekorative Element ist mit der Senatskammer identisch.

## Zusammensetzung
| Partei   | Partei                 | Abgeordnete | Abgeordnete |
|          |                        | Wahl 2016   | aktuell     |
| -------- | ---------------------- | ----------- | ----------- |
|          | Demokratische Partei   | 55          | 55          |
|          | Republikanische Partei | 25          | 25          |
|          | vakant                 | 0           | 0           |
| Summe    | Summe                  | 80          | 80          |
| Mehrheit | Mehrheit               | 41          | 41          |

- DP: 65
- RP: 25

- DP: 130
- RP: 50

## Passives Wahlrecht
Jedes Mitglied der Assembly muss Staatsbürger der Vereinigten Staaten sein und seitdem die Nominierungspapiere veröffentlicht sind, ein eingeschriebener Wähler in einem Wahlbezirk sein. Ferner darf er keine drei Amtszeiten in der State Assembly seit dem 6. November 1990 gedient haben. Entsprechend dem Artikel IV., Absatz 2(c) der kalifornischen Verfassung muss der Kandidat mindestens ein Jahr in einem Legislativbezirk gelebt haben sowie drei Jahre in Kalifornien wohnhaft gewesen sein, obwohl ein Rechtsgutachten der California Secretary of State’s office besagt, dass diese Bestimmungen eine Verletzung der Verfassung der Vereinigten Staaten darstellen.